# Strong focusing
Strong focusing, sterk focusseren, ook alternating-gradient focusing en sector focusing, is het principe waarbij geladen deeltjes tijdens de versnelling in een cyclotron wisselend een positieve en negatieve gradiënt in het magnetisch veld ondervinden, daardoor meer keren per rondgang afwisselend in horizontale en in verticale richting worden gefocusseerd, of anders gezegd convergeren, en op die manier nauw gebundeld blijven. Dit staat in contrast tot weak focussing, een eigenschap van een klassiek cyclotron, waar de deeltjes zich in een homogeen magneetveld bewegen, en slechts eens per rondgang convergeren. De meeste cyclotrons tegenwoordig zijn van het type isochroon cyclotron met strong focussing.